# Бекрич, Эмир
Эмир Бекрич (серб. Емир Бекрић, 14 марта 1991, Белград) — сербский легкоатлет, специализирующийся в беге на 400 метров с барьерами, бронзовый призёр Чемпионата мира 2013 года.
Первого успеха на международной арене достиг в 2011 году, выиграв бронзовую награду на молодёжном чемпионате Европы в Оставе. На универсиаде в Шэньчжэне, побил национальный рекорд, заняв итоговое 6-е место. На первом для себя взрослом чемпионате Европы 2012 года в Хельсинки — выиграл серебряную награду. На Олимпийских играх а Лондоне был 14-м, установив очередной национальный рекорд.. На молодёжном чемпионате Европы 2013 года в Темпере выиграл золото. Вновь побил национальный рекорд на Средиземноморских играх 2013 года, попутно выиграв золото. На чемпионате мира 2013 в Москве, завоевал бронзовую награду с новым рекордом Сербии — 48.05.